# Kröhnke

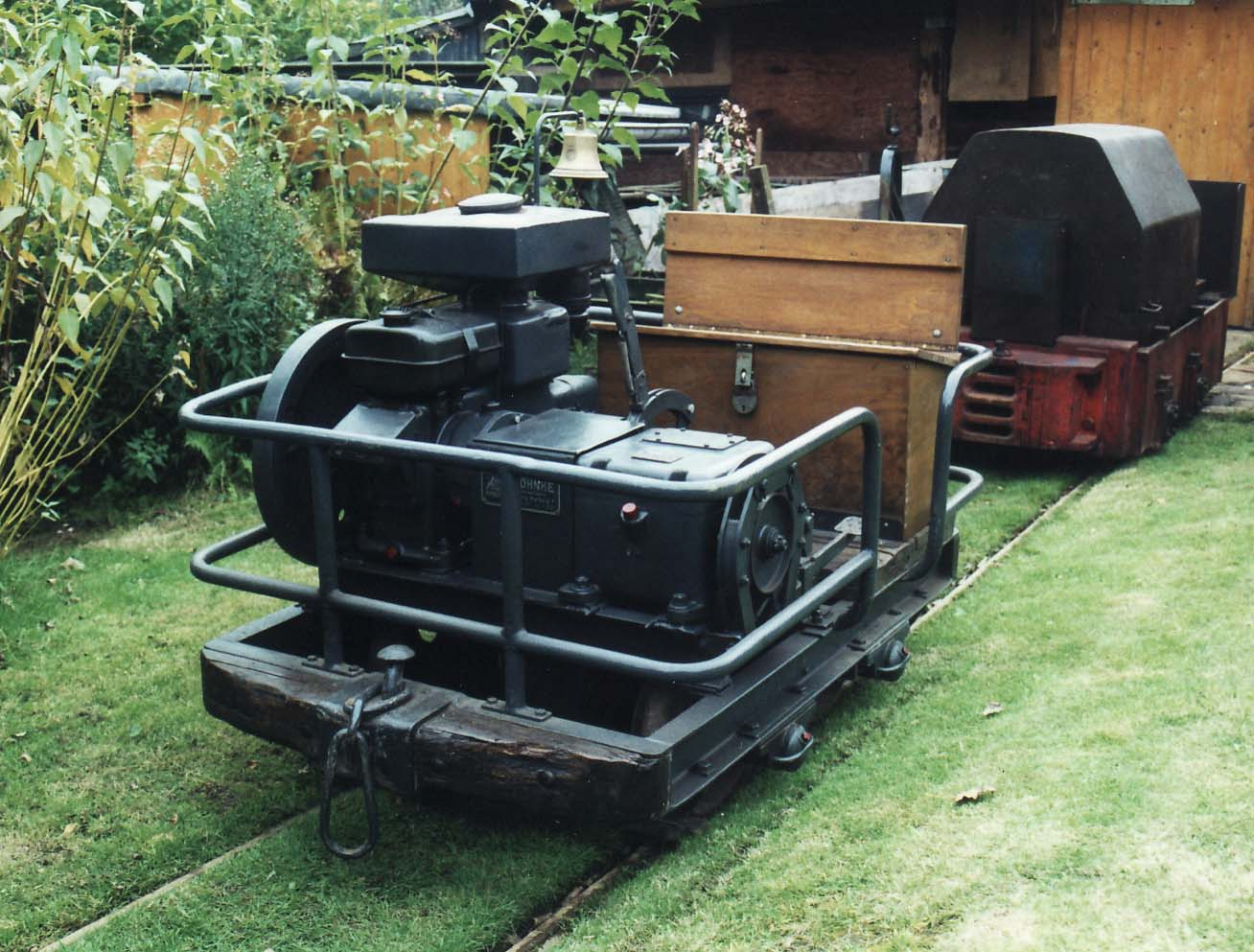
Kröhnke Lorenknecht nr.318 uit 1960

Rudolf Kröhnke Maschinenfabrik was een machinefabriek uit Duitsland die diverse machines bouwde, onder ander voor de oogst maar tevens veldspoorlocomotieven.

## Geschiedenis
De firma werd in 1928 door Rudolf Kröhnke opgericht in Buxtehude in Duitsland. Er werden diverse dingen geproduceerd, zoals tabaksnijmachines, bietensnijders en aggregaten. Tijdens de oorlog is men begonnen met de productie van veldspoorlocomotieven. De firma hield in het jaar 1997 op te bestaan.

## Veldspoorlocomotieven
De eerste kleine locomotief was de “Kröhnke Lorenknecht”. Vanaf 1946 kwam constructeur Strubenhoff van Hatlapa bij de firma Kröhnke werken en hielp mee met de verdere ontwikkeling van onder andere de veldspoorlocomotieven. Er waren twee varianten van de Lorenknecht, de LK1  en LK2, en twee varianten van de 10/11 pk Kröhnke veldspoorlocomotief, een zonder en een verbeterde versie met vering.